# PixelPlus
PixelPlus ist ein Sammelbegriff für mehrere von der Firma Philips entwickelte Bildverbesserungsverfahren für 100-Hz-CRT-Fernseher, später erweitert auch auf eine Bildverbesserung für Flachbildfernseher.
Durch intelligente digitale Signalverarbeitung wird das bei einer Bildfrequenzverdoppelung (100-Hz-Fernseher) entstehende Problem von Zeilenüberlagerungen durch das Zeilensprungverfahren bearbeitet, bei hochauflösenden Fernsehern optimiert PixelPlus des Weiteren das Hochrechnen (Upscaling) niedrig aufgelöster Fernsehbilder (herkömmlicher PAL-Auflösung) zur Darstellung am HDTV-Flachbildschirm.
PixelPlus kommt daher sowohl in 100-Hz-Fernsehgeräten, als auch in Progressive-Scan-fähigen Geräten zum Einsatz.
Bei Standard-PAL-Geräten beträgt die Anzahl der Bildpunkte 768 à 576 Zeilen in 4:3 und 1024 à 576 Zeilen in 16:9 (quadratische Pixel vorausgesetzt). Die horizontale Auflösung wird durch dieses Verfahren von 1024 auf 2048 Bildpunkte verdoppelt.

## Nachteile
Mit der Einführung von "100-Hz"-Fernsehern ging beim Fernseher durch Zwischenspeichern und doppeltes Schreiben von Halbbildern eine Fernseher-Funktionalität für das natürliche Deinterlacing durch das menschliche Auge verloren. Für eine störungsfreie 100-Hz-Bildwiedergabe waren daher nun zur Vermeidung eines Zeilenflimmerns und störender Kammeffekte intelligente Bildprozessoren notwendig. Die Einführung von Flachbildfernsehern brachte ein weiteres Problem mit sich. Diese verfügen über eine einzige native Bildauflösung. Der intelligente Bildprozessor muss die Bildinhalte so berechnen, dass die niedrigere Auflösung und Unschärfen nicht auffallen. Bei schwierigen Bildinhalten, z. B. schnellen diagonalen Bewegungen oder bewegten Moiré-Mustern (rennendes Zebra oder Fischgrat-Sakko) versagt der Bildprozessor häufiger. Ebenfalls gibt es umgekehrt bei höherer Auflösung des gesendeten Signals als der nativen Auflösung des Gerätes Probleme. Je größer die Differenz zwischen nativer und gerechneter Bildauflösung, desto mehr wird die HDTV-Qualität verfälscht und gemindert. Auch werden keine zusätzlichen Details angezeigt, sondern bestehende nur interpoliert.

## Geräte mit PixelPlus
War nur bei der 9000er Serie der Röhrengeräte eingebaut.
- 32'' CRT-Geräte:
  - 32PW9308
  - 32PW9309
  - 32PW9319
  - 32PW9509 (Nachfolger von 32PW9528)
  - 32PW9520 (Nachfolger von 32PW9509)
  - 32PW9527
  - 32PW9528 (Nachfolger von 32PW9527)
  - 32PW9551 (mit HDMI)
  - 32PW9618
  - 32PW9768 (mit HDD-Recorder)
  - 32PW9788 (mit DVD-Player)
- 36'' CRT-Geräte:
  - 36PW9308
  - 36PW9527
  - 36PW9528 (Nachfolger von 36PW9527)
  - 36PW9618
  - 36PW9767

## Alternativen
Acuity (Panasonic)

Digital Image Scaling Technology, "D. I. S. T.", (JVC)

Pixel Pro (Toshiba)

Digital Reality Creation, "DRC", (Sony)